# Colurella hindenburgi
Colurella hindenburgi är en hjuldjursart som beskrevs av Fritz Steinecke 1917. Colurella hindenburgi ingår i släktet Colurella och familjen Lepadellidae. Arten är reproducerande i Sverige. Inga underarter finns listade i Catalogue of Life.